# El comediante
El comediante es una película de comedia dramática mexicana de 2021 dirigida por Rodrigo Guardiola y Gabriel Nuncio, escrita por Gabriel Nuncio y Alo Valenzuela, y protagonizada por Gabriel Nuncio, Cassandra Ciangherotti y Adriana Paz.

## Reparto
- Gabriel Nuncio
- Cassandra Ciangherotti como Leyre
- Adriana Paz como Melissa
- Cecilia Suárez
- Alejandro Saevich como Saevich
- Eduardo Donjuan como Don Juan (como Eduardo Don Juan)
- Manolo Caro como Lauro
- María Castellá como Magaly
- Carlos Abraham Gongo como Gerardo
- Renata Vaca como Dayana
- Tamara Vallarta como Lirio